# RuPaul's Drag Race All Stars
RuPaul's Drag Race All Stars é um spin-off do reality show estadunidense RuPaul's Drag Race, produzido pela World of Wonder originalmente para a Logo TV, e posteriormente para a VH1. O programa estreou em 22 de outubro de 2012, na Logo TV, antes de se mudar para a VH1. No entanto, foi anunciado em 20 de fevereiro de 2020, na conta oficial do programa no Twitter, que a quinta temporada estrearia em 5 de junho de 2020, no Showtime. Após o anúncio do elenco em 8 de maio de 2020, os produtores anunciaram que o programa permaneceria no ar no VH1, em vez do Showtime, devido à pandemia de COVID-19, que causou "vários ajustes de horário e programação". Em 24 de fevereiro de 2021, a Paramount+ anunciou via Twitter que o serviço de streaming seria o novo lar da série em sua sexta temporada.

## Formato

### Mini desafio e desafio principal
No mini desafio, cada participante é convidada a realizar uma tarefa diferente com diferentes requisitos e limitações de tempo. O vencedor de um mini desafio às vezes é recompensado com algum prêmio ou algum tipo de vantagem no principal desafio.
Os requisitos do desafio principal variam em cada episódio e podem ser desafios individuais ou em grupo, enfatizando a capacidade e evolução das participantes que retornam para se apresentar novamente na câmera, tocar com música ou executar com humor. A vencedora do principal desafio também recebe um prêmio "especial" por sua vitória.

### Júri
| Jurados         | Temporadas   | Temporadas   | Temporadas   | Temporadas   | Temporadas | Temporadas | Temporadas | Temporadas | Temporadas |
| Jurados         | 1            | 2            | 3            | 4            | 5          | 6          | 7          | 8          | 9          |
| --------------- | ------------ | ------------ | ------------ | ------------ | ---------- | ---------- | ---------- | ---------- | ---------- |
| RuPaul          | Principal    | Principal    | Principal    | Principal    | Principal  | Principal  | Principal  | Principal  | Principal  |
| Michelle Visage | Principal    | Principal    | Principal    | Principal    | Principal  | Principal  | Principal  | Principal  | Principal  |
| Ross Mathews    | Participação | Participação | Principal    | Principal    | Principal  | Principal  | Principal  | Principal  | Principal  |
| Carson Kressley |              | Principal    | Principal    | Principal    | Principal  | Principal  | Principal  | Principal  | Principal  |
| Ts Madison      |              |              |              |              |            |            |            | Principal  | Principal  |
| Todrick Hall    |              | Principal    | Participação | Participação |            |            |            |            |            |
| Santino Rice    | Principal    |              |              |              |            |            |            |            |            |

### Untucked
Assim como RuPaul's Drag Race, os episódios da primeira temporada de All Stars foram seguidos por um episódio Untucked a cada semana, dando aos telespectadores acesso a todo drama e às discussões dos bastidores entre os competidores que retornaram. A partir da segunda temporada, os concorrentes deliberaram entre os bastidores sobre quem eles escolheriam eliminar, servindo como um mini-Untucked incluso no próprio episódio, já que não havia nenhum show complementado filmado por separado para essa temporada.

## Temporadas
| Temporada | Data de exibição                                 | Vencedora(s)                    | Finalista(s)                      | Outros Títulos | Nº de concorrentes | Prêmios |
| --------- | ------------------------------------------------ | ------------------------------- | --------------------------------- | -------------- | ------------------ | --- |
| 1         | 22 de outubro de 2012 - 26 de novembro de 2012   | Chad Michaels                   | Raven                             | —              | 12                 | - US $100.000 - Vaga no Drag Race Hall of Fame - Fornecimento de MAC Cosmetics - Viagem pela ALandCHUCK.travel              |
| 2         | 25 de agosto de 2016 - 27 de outubro de 2016     | Alaska                          | Detox Katya                       | —              | 10                 | - US $100.000 - Vaga no Drag Race Hall of Fame - 1 ano de Anastasia Beverly Hills cosmetics                                 |
| 3         | 25 de janeiro de 2018 - 15 de março de 2018      | Trixie Mattel                   | Kennedy Davenport                 | —              | 10                 | - US $100.000 - Vaga no Drag Race Hall of Fame - 1 ano de Anastasia Beverly Hills cosmetics                                 |
| 4         | 14 de dezembro de 2018 - 15 de fevereiro de 2019 | Trinity The Tuck Monét X Change | —                                 | —              | 10                 | - US $100.000 - Vaga no Drag Race Hall of Fame - 1 ano de Anastasia Beverly Hills cosmetics                                 |
| 5         | 5 de junho de 2020 - 24 de julho de 2020         | Shea Coulée                     | Jujubee Miz Cracker               | —              | 10                 | - US $100.000 - Vaga no Drag Race Hall of Fame - 1 ano de Anastasia Beverly Hills cosmetics                                 |
| 6         | 24 de junho de 2021 - 29 de julho de 2021        | Kylie Sonique Love              | Eureka! Ginger Minj Ra'Jah O'Hara | —              | 13                 | - US $100.000 - Vaga no Drag Race Hall of Fame - 1 ano de Anastasia Beverly Hills cosmetics                                 |
| 7         | 20 de maio de 2022 - 29 de julho de 2022         | Jinkx Monsoon                   | Monét X Change                    | —              | 8                  | - US $200.000 - Título de "Queen of All Queens" - 1 ano de Anastasia Beverly Hills cosmetics                                |
| 8         | 12 de maio de 2023 - 21 de julho de 2023         | Jimbo                           | Kandy Muse                        | Lala Ri        | 12                 | - US $200.000 - Vaga no Drag Race Hall of Fame - 1 ano de Anastasia Beverly Hills cosmetics                                 |
| 9         | 17 de maio de 2024 - 26 de julho de 2024         | Angeria Paris VanMichaels       | Roxxxy Andrews Vanessa Vanjie     | Nina West      | 8                  | - US $200.000, para a caridade de sua escolha - Vaga no Drag Race Hall of Fame - 1 ano de Anastasia Beverly Hills cosmetics |
| 10        | 09 de maio de 2025 - TBA                         | TBA                             | TBA                               | TBA            | 18                 | TBA |